# Krasin (Krasnodar)
Krasin (del ruso: Красин) es un jútor del ókrug urbano de la ciudad de Armavir, en el krai de Krasnodar de Rusia. Está situado en la orilla derecha del río Urup, afluente por la izquierda del río Kubán, frente a Radíshchevo, 15 km al sureste de Armavir y 172 km al este de Krasnodar. Tenía 115 habitantes en 2010.
Pertenece al ókrug rural Zavetni.